# Eupithecia albimixta
Eupithecia albimixta är en fjärilsart som beskrevs av William Schaus 1913. Eupithecia albimixta ingår i släktet Eupithecia och familjen mätare. Inga underarter finns listade i Catalogue of Life.